# Kunsthalle
Kunsthalle nebo také Kunsthaus je označení původem z německy hovořících zemí pro instituci, která pořádá umělecké výstavy. Toto označení zhruba odpovídá českému výrazu „Galerie umění“, nicméně je více specifické. Kunsthalle je totiž často řízena neziskovou organizací, nadací, či spolkem (Kunstverein). Naproti tomu Kunsthaus („Dům umění“) se více podobá galerii nebo muzeu, které má své vlastní přidružené umělce a pořádá nejrůznější symposia či semináře. Koncept Kunsthalle je rovněž podobný pojmu Kunstmuseum („Muzeum umění“), i když tyto instituce se historicky lišily. Instituce typu Kunstmusea totiž původně vždy měly své vlastní stálé sbírky, naproti tomu typická Kunsthalle žádné sbírky neměla.
Nicméně dnes se rozdíly mezi termíny Kunsthalle, Kunsthaus a Kunstmuseum postupně vytrácejí. To znamená, že Kunsthalle může mít vlastní sbírku, stejně jako Kunstmuseum. Navíc Kunsthalle rovněž přebrala mnoho badatelských a edukativních činností, které byly tradičně připisovány Kunsthausu.
Následující seznam uvádí umělecké instituce nesoucí oficiální název „Kunsthalle“.

## Příklady

### Rakousko
- Kunsthaus Graz, Graz
- Kunsthalle Krems (nadace)
- Kunsthalle Wien; také Museumsquartier, Vídeň (obecní)
- KunstHausWien, Vídeň

### Belgie
- Kunsthalle Lophem

### Finsko
- Kunsthalle Helsinki

### Francie
- La Kunsthalle Mulhouse, Alsasko

### Německo
- Kunsthalle Baden-Baden (státní)
- Kunsthalle Bielefeld — se stálou sbírkou (obecní)
- Kunsthalle Bonn (německá spolková)
- Kunsthalle Bremen — se stálou sbírkou  (Kunstverein v Brémách)
- Kunsthalle Bremerhaven (Kunstverein Bremerhaven)
- Kunsthalle Darmstadt (Kunstverein Darmstadt)
- Kunsthalle Düsseldorf (obecní)
- Kunsthalle in Emden — se stálou sbírkou (nadace)
- Kunsthalle Erfurt (obecní / Erfurter Kunstverein)
- Kunsthalle Frankfurt (obecní)
- Kunsthalle Hamburg — se stálou sbírkou, také Hamburger Kunsthalle (státní)
- Kunsthalle Göppingen (obecní / Kunstverein Göppingen)
- Kunsthalle Karlsruhe — se stálou sbírkou (státní)
- Kunsthalle Fridericianum Kassel, Fridericianum (obecní)
- Kunsthalle zu Kiel — se stálou sbírkou (státní)
- Kunsthalle der Sparkasse Leipzig (nadace)
- Kunsthalle Lingen (Kunstverein Lingen)
- Kunsthalle Mannheim — se stálou sbírkou (obecní)
- Kunsthalle Nürnberg (obecní)
- Kunsthalle Rostock, Rostock
- Kunsthaus Tacheles, Berlín
- Kunsthalle Tübingen  — se stálou sbírkou (obecní/nadace)
- Kunsthalle Wilhelmshaven (obecní / Verein der Kunstfreunde Wilhelmshaven)
- Platoon Kunsthalle Berlin, Berlín

### Švýcarsko
- Kunsthalle Basel (Basler Kunstverein)
- Kunsthalle Bern (Verein der Kunsthalle Bern)
- Neue Kunst Halle St. Gallen (nadace)
- Kunsthalle Zürich (obecní / Verein Kunsthalle Zürich)
- Kunsthaus Zürich

### Česko
- Galerie Rudolfinum, Praha
- Kunsthalle Praha
- Dům umění města Brna, Brno

### Ostatní země
- Kunsthal Rotterdam, Rotterdam
- Kunsthalle Bratislava, Bratislava, Slovensko
- Kunsthalle Košice Košice, Slovensko
- Kunsthalle Budapest, Budapešť, Maďarsko
- Kunsthalle Detroit, Michigan, USA
- Portsmouth Museum of Art, USA
- Dallas Contemporary Texas, USA
- MOCA Ohio, USA
- Kunsthalle Lissabon Lisabon, Portugalsko
- Kunsthalle Athena, Athény, Řecko